# روخونویلرس
روخونویلرس (به فرانسوی: Rochonvillers) یک کمون در فرانسه است که در Canton of Fontoy واقع شده‌است.

## خصوصیات
روخونویلرس ۵٫۶۴ کیلومترمربع مساحت و ۲۳۰ نفر جمعیت دارد و ۴۰۰ متر بالاتر از سطح دریا واقع شده‌است.